# ألف كوليت
ألف كوليت (بالنرويجية البوكمول: Alf Collett)‏ هو نَسَّاب ومؤرخ نرويجي، ولد في 8 أغسطس 1844 في أيدسفول في النرويج، وتوفي في 1919 في أوسلو في النرويج.